# シビックプライド
シビックプライド（英: Civic Pride）とは、都市に対する市民の誇りを指す言葉。19世紀のイギリスから興った概念とされ、日本語の「郷土愛」とは異なるとされる。

## 概要
シビックプライドの概念は、近年、都市政策において注目を集めている。シビックプライドは抽象的な情動ではなく、その都市やコミュニティーのもつ何らかのもの・こと・場所などを拠り所にすることが多い。そのようなシビックプライドの源泉（source of civic pride）となる都市の要素を見出し、あるいは創り、市民が関与して磨き上げていくことは、シビックプライドの醸成につながっていくと考えられる。

## 主体
シビックプライドの主体は市民であるとされる。

## 沿革
イギリスでは、シビックプライドはヴィクトリア朝（1837年 - 1901年）の都市の規範であり、建造物、特に公共建築の文化や審美性がその都市のシビックプライドの表現や証しとして捉えられていたと言われている。
近年の日本においては、深刻な人口減少や少子高齢化に伴って衰退する地方経済の活性化などに効果が期待できるとして、シビックプライドの醸成に取り組む自治体が増えている。

## 日本の自治体におけるシビックプライド醸成の取り組み
- 埼玉県川口市 - 大きな声で川口が大好きだと叫んでみませんか川口プライド条例を制定[3]
- 神奈川県秦野市[4]
- 福井県敦賀市[5]
- 広島県広島市[6]
- 愛媛県今治市